# Priest=Aura
Priest=Aura es el séptimo álbum de estudio de la banda de rock alternativo australiana The Church. Fue publicado el 10 de marzo de 1992 bajo Arista Records, teniendo poco impacto comercial, debido en parte a la poca promoción del sello discográfico.
Es el primer y único álbum en contar con la participación de Jay Dee Daugherty de la banda de Patti Smith, quien se integró a la banda temporalmente luego de la gira de Gold Afternoon Fix. Daugherty y Koppes abandonaron la banda antes de comenzar una gira promocional en Australia, con Koppes volviendo a la banda para 1997.

## Lista de canciones
Todas las canciones escritas y compuestas por Kilbey/Koppes/Willson-Piper/Daugherty, excepto «Mistress» (Kilbey/Willson-Piper/Koppes). 
| N.º      | Título             | Duración |  |
| 1.       | «Aura»             | 7:01     |  |
| 2.       | «Ripple»           | 6:03     |  |
| 3.       | «Paradox»          | 4:00     |  |
| 4.       | «Lustre»           | 5:45     |  |
| 5.       | «Swan Lake»        | 2:26     |  |
| 6.       | «Feel»             | 3:55     |  |
| 7.       | «Mistress»         | 4:12     |  |
| 8.       | «Kings»            | 4:34     |  |
| 9.       | «Dome»             | 4:00     |  |
| 10.      | «Witch Hunt»       | 1:28     |  |
| 11.      | «The Disillusiont» | 6:25     |  |
| 12.      | «Old Flame»        | 1:36     |  |
| 13.      | «Chaos»            | 9:35     |  |
| 14.      | «Film»             | 3:57     |  |
| 01:04:52 |                    |          |  |

### Reedición australiana (2005)
| N.º      | Título                      | Duración |  |
| 1.       | «Ripple (Single Edit)»      | 4:46     |  |
| 2.       | «Nightmare»                 | 3:39     |  |
| 3.       | «Fog»                       | 3:32     |  |
| 4.       | «Feel (Extended Album Mix)» | 6:54     |  |
| 5.       | «Drought»                   | 3:20     |  |
| 6.       | «Unsubstantiated»           | 3:31     |  |
| 01:30:37 |                             |          |  |

## Personal
The Church
- Steve Kilbey – bajo, voz.
- Marty Willson-Piper – guitarra, voz.
- Peter Koppes – guitarra, coros.
- Jay Dee Daugherty – batería.

## Posicionamiento en listas
| Listas (1992)                  | Mejor posición |
| ------------------------------ | -------------- |
| Australia (ARIA Charts)        | 25             |
| Estados Unidos (Billboard 200) | 176            |